# Sphecodes indicus
Sphecodes indicus là một loài Hymenoptera trong họ Halictidae. Loài này được Bingham mô tả khoa học năm 1898.